# Sungai Empat
Sungai Empat is een bestuurslaag in het regentschap Indragiri Hilir van de provincie Riau, Indonesië. Sungai Empat telt 3029 inwoners (volkstelling 2010).